# Adevăr sau provocare (film)
Adevăr sau provocare (în engleză Truth or Dare) este un film thriller de groază regizat de Jeff Wadlow după un scenariu de Michael Rice. În rolurile principale au interpretat actorii Tyler Posey, Lucy Hale, Landon Liboiron, Aurora Perrineau și Sam Lerner.
A fost produs de studiourile Blumhouse Productions[*] și a avut premiera la 13 aprilie 2018, fiind distribuit de Universal Studios. Coloana sonoră a fost compusă de Matthew Margeson[*]. 
Cheltuielile de producție s-au ridicat la 3.500.000 $ și a avut încasări de 92.953.572.

## Rezumat
Olivia Barron este o studentă care pune întotdeauna nevoile altora înaintea ei. Ea plănuiește să construiască case cu Habitat for Humanity în vacanța de primăvară, dar cea mai bună prietenă a ei, Markie Cameron, o convinge să se alăture prietenilor lor într-o călătorie în Mexic. Într-un bar, Olivia se întâlnește cu un bărbat pe nume Carter, care invită grupul la o petrecere într-o biserică abandonată. Acolo, Carter sugerează să joace adevăr sau provocare. În timpul jocului, prietenul lor Tyson Curran dezvăluie că Olivia este îndrăgostită de Lucas Moreno, iubitul lui Markie, ceea ce ea neagă. Carter admite că i-a păcălit să joace o versiune supranaturală a jocului și îi avertizează să facă orice le cere jocul, altfel vor fi uciși.
Înapoi la școală, halucinațiile o fac pe Olivia să joace adevăr sau provocare. Ea alege „adevăr” și îi scapă informația că Markie a fost infidelă de mai multe ori față de Lucas. Prietenii află că Ronnie, un alt prieten, a fost forțat să se sinucidă după ce nu a reușit să ducă la bun sfârșit o provocare. Lucas alege „adevăr” și recunoaște că are sentimente pentru Olivia. Markie este forțată să-i rupă mâna Oliviei, iar prietenul lor apropiat, Brad Chang, este forțat să-i spună tatălui său că este gay.
Tyson nu crede în consecințele jocului și moare după ce a mințit. Grupul descoperă online o poveste despre o femeie pe nume Giselle Hammond care a incendiat o femeie în Mexic în timp ce juca adevăr sau provocare. Ei aranjează o întâlnire cu ea prin intermediul rețelelor de socializare. Giselle dezvăluie că unul dintre prietenii ei, Sam Meehan, s-a îmbătat și a distrus biserica. Când au ajuns acasă, jocul a continuat și doar ea și Carter au supraviețuit. Carter a implicat mai mulți jucători pentru a-și acorda mai mult timp înainte de a-i veni din nou rândul. Apoi se dezvăluie că Giselle a îndrăznit să o omoare pe Olivia și ea încearcă să o împuște, dar prietena Oliviei, Penelope Amari, se scufundă și moare în schimb. Eșuând provocarea, Giselle este forțată să se sinucidă.
Olivia primește ca provocare să facă sex cu Lucas. În timpul sexului, Lucas este forțat să recunoască că îi pasă de ea, dar o iubește pe Markie. Olivia și Lucas merg în Tijuana și se întâlnesc cu Inez Reyes, o fostă călugăriță mută din biserica ruinată. Scriind pe hârtie, Inez le spune cum a chemat un demon pe nume Calux pentru a se salva de un preot sadic. Cu toate acestea, Calux a început un joc de adevăr sau provocare și i-a ucis toți prietenii. Ea l-a prins pe Calux tăindu-i ritualic limba și sigilând-o într-o oală. Grupul își dă seama că Sam trebuie să fi spart ala și să-l fi eliberat pe Calux, iar pentru a-l prinde în capcană, trebuie să-l găsească.
Brad are o provocare să-și amenințe tatăl cu o armă. În timp ce face acest lucru, este împușcat și ucis de un ofițer din apropiere. Olivia află că Sam și Carter sunt aceeași persoană. Îndrăznește să spună adevărul. Olivia spune grupului că tatăl lui Markie a agresat-o sexual, iar el s-a sinucis când i-a spus că lui Markie i-ar fi mai bine dacă el ar fi mort. Deși la început este furioasă, rănită și vrea să se sinucidă, Markie își iartă prietena și îi spune că nu este vina ei pentru că tatăl ei s-a sinucis anterior.
Olivia, Markie și Lucas îl găsesc pe Sam și îl forțează să se întoarcă în biserica ruinată. În timp ce Sam trece prin ritualul de a-l prinde în capcană pe Calux, Lucas are o provocare să le omoare pe Olivia sau Markie. Când refuză, Calux îl posedă și îl obligă să-l omoare pe Sam și să se sinucidă. Când vine rândul lui Markie, Olivia îi spune să refuze provocarea. Calux o posedă pe Markie, moment în care Olivia îl forțează pe Calux să intre în joc cerându-i să aleagă adevăr sau provocare. Demonul este forțat să spună adevărul că nu există nicio modalitate de a ieși din joc în viață cu Sam mort. Vor muri dacă nu adaugă mai mulți oameni pentru a-și întârzia următorul turn. Olivia încarcă un videoclip în care avertizează pe scurt spectatorii despre joc și regulile acestuia. Apoi întreabă adevăr sau provocare ?, implicând în joc pe oricine aude fraza, amânând următorul turn al ei și al lui Markie.

## Distribuție
- Lucy Hale – Olivia Barron
- Tyler Posey – Lucas Moreno
- Violett Beane – Markie Cameron
- Hayden Szeto – Brad Chang
- Landon Liboiron – Carter / Sam Meehan
- Sophia Taylor Ali – Penelope Amari
- Nolan Gerard Funk – Tyson Curran
- Sam Lerner – Ronnie
- Aurora Perrineau – Giselle Hammond
- Tom Choi – Ofițer Han Chang
- Joe Ochman – vocea lui Callux
- Vera Taylor – Inez Reyes
  - Ezmie Garcia – tânărul Inez Reyes
- Andrew Howard – Randall Himoff
- Gary Anthony Williams – vocea demonului